# Myles Turner
Myles Christian Turner (Bedford, 24 de março de 1996) é um jogador norte-americano de basquete profissional que atualmente joga pelo Milwaukee Bucks na National Basketball Association (NBA).
Ele jogou basquete universitário na Universidade do Texas em Austin e foi selecionado pelo Indiana Pacers como a 11° escolha geral no draft da NBA de 2015. Em 2025, após o fim da temporada, ele se tornou agente livre, e fechou um contrato com o Milwaukee Bucks de US$ 107 milhões em 4 anos, pegando os fãs de basquete do mundo todo se supresa, já que era certo que ele renovaria com a franquia que draftou ele, o Indiana Pacers.

## Carreira no ensino médio
Turner nasceu em Bedford, Texas, filho de David e Mary Turner, e começou a jogar basquete aos seis anos de idade.
Ele estudou na Central Junior High School e, como um calouro de 1,80m, liderou sua equipe a 27 vitórias.
Entre o segundo e o terceiro ano do ensino médio, Turner, então com 1,70m, quebrou o tornozelo durante o primeiro jogo da primavera na AAU, prejudicando suas chances de recrutamento, mas logo se recuperou e ganhou cerca de 10 quilos por meio do regime de treinamento com pesos.
Em seu terceiro ano, depois de se recuperar totalmente, Turner teve médias de 15 pontos, 12 rebotes e oito bloqueios, levando Trinity a um recorde de 17-13 e alcançando os playoffs estaduais pela primeira vez em 10 anos e apenas a nona vez na história.
Entrando em seu último ano, Turner começou a chamar atenção nacional e se tornou um recruta muito procurado por seu atletismo, manuseio de bola e capacidade de arremesso e bloqueio. Ele solidificou isso ao terminar sua carreira no ensino médio com médias de 18,1 pontos, 12,2 rebotes, 3,5 assistências e 6,8 bloqueios, levando sua equipe a um recorde de 24-7.
Depois de terminar o último ano, Turner foi um dos últimos recrutas altamente procurados que estavam descomprometidos. Ele foi classificado como um recruta de cinco estrelas por muitos sites, incluindo o Rivals.com e vários outros analistas de basquete universitário, além de ser considerado o principal pivô do país atrás de Jahlil Okafor. Originalmente, entrando em seu último ano no outono de 2013, Turner já havia acumulado 60 ofertas, mas no último ano, a lista foi reduzida para Texas, Kansas, Duke, Arizona, Kentucky, Ohio e Oklahoma. Em 30 de abril de 2014, ao vivo no Recruiting Insider da ESPNU, Turner anunciou formalmente seu compromisso de jogar basquete na Universidade do Texas.
| Nome | Cidade Natal                                              | Escola / Universidade | Altura | Peso   | Data                |
| --- | --------------------------------------------------------- | --------------------- | ------ | ------ | ------------------- |
| Myles Turner C | Bedford, Texas                                            | Euless Trinity (TX)   | 2.11 m | 107 kg | 30 de Abril de 2014 |
| Myles Turner C | Estrelas de recrutamento: Scout: Rivals: 247Sports: ESPN: |                       |        |        |                     |
| - Nota: Em muitos casos, Scout, Rivals, 247Sports e ESPN podem entrar em conflito nas suas listagens de altura e peso. Nesses casos, a média foi calculada. As notas da ESPN estão em uma escala de 100 pontos. Fonte: |                                                           |                       |        |        |                     |

## Carreira universitária
Como calouro em Texas na temporada de 2014-15, Turner teve médias de 10,1 pontos, 6,5 rebotes e 2,6 bloqueios, ganhando o prêmio de Novato do Ano da Big 12 de 2015.
Em 30 de março de 2015, Turner se declarou para o draft da NBA, renunciando aos seus últimos três anos de elegibilidade universitária. Em junho de 2015, Turner disse: "A decisão não foi tão difícil, porque eu sabia que seria bem escolhido, então sabia que essa era minha oportunidade de ir".

## Carreira profissional

### Indiana Pacers (2015–Presente)
Turner foi selecionado pelo Indiana Pacers como a 11ª escolha geral no draft da NBA de 2015. Ele perdeu 21 jogos entre 13 de novembro e 28 de dezembro de sua temporada de estreia, depois de uma cirurgia para reparar uma fratura no polegar esquerdo. Em 22 de janeiro de 2016, ele marcou 31 pontos em uma derrota de 122-110 para o Golden State Warriors. Em 3 de março, ele foi nomeado o Novato da Conferência Leste do mês de fevereiro, depois de ocupar o terceiro lugar entre os calouros do Leste em pontuação (13,4), rebote (6,6) e minutos (29,8) durante o mês. Em 24 de março, ele registrou 24 pontos e 16 rebotes em uma vitória por 92-84 sobre o New Orleans Pelicans. Turner ajudou os Pacers a chegarem aos playoffs como a sétima melhor campanha na Conferência Leste com um recorde de 45-37, onde perdeu por 4-3 para o Toronto Raptors na primeira rodada. No final da temporada, ele foi selecionado para a Segunda-Equipe de Novatos da NBA.

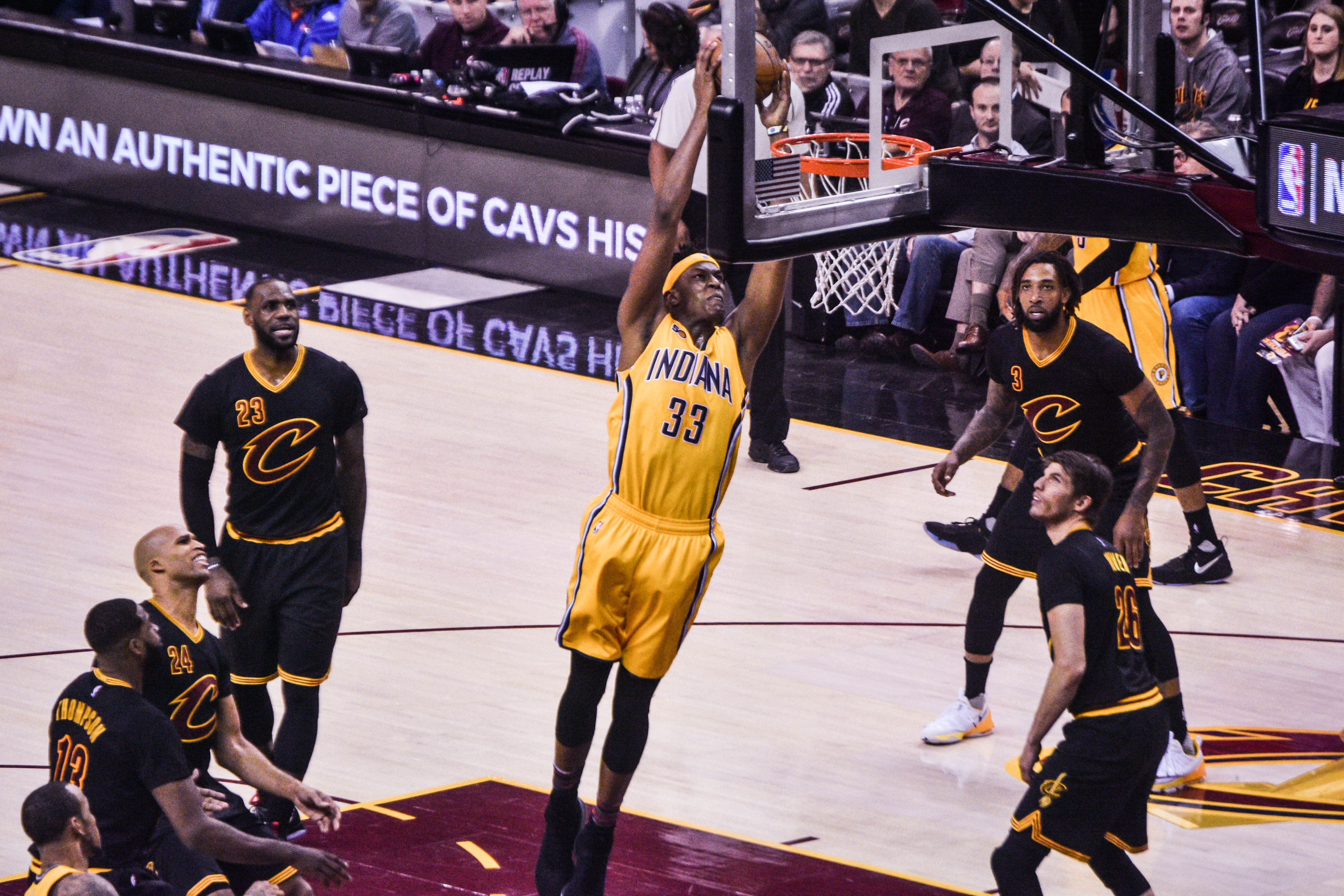
Turner enterrando em 2017

Em 26 de outubro de 2016, no jogo de estreia da temporada de 2016-17, Turner registrou 30 pontos e 16 rebotes em uma vitória de 130–121 na prorrogação sobre o Dallas Mavericks. Em 5 de janeiro de 2017, ele registrou 25 pontos e 15 rebotes em uma vitória de 121–109 sobre o Brooklyn Nets. Em 26 de março, ele registrou 17 pontos e 16 rebotes na vitória por 107-94 sobre o Philadelphia 76ers.
Antes do início da temporada de 2017-18, Turner foi eleito capitão da equipe. No jogo de estreia da temporada, ele registrou 21 pontos e 14 rebotes em uma vitória de 140-131 sobre o Brooklyn Nets. Ele perdeu os oito jogos seguintes devido a uma concussão. Turner perdeu nove jogos em janeiro com um cotovelo direito machucado.  
Em 15 de outubro de 2018, Turner assinou uma extensão de contrato de quatro anos e US$ 72 milhões com os Pacers. Em 10 de dezembro, ele registrou 26 pontos e 12 rebotes em uma vitória de 109-101 sobre o Washington Wizards. Em 23 de dezembro, ele registrou 18 pontos e 17 rebotes em uma vitória de 105-89 sobre os Wizards. Em 5 de março, ele teve sete bloqueios em uma vitória por 105-96 sobre o Chicago Bulls.

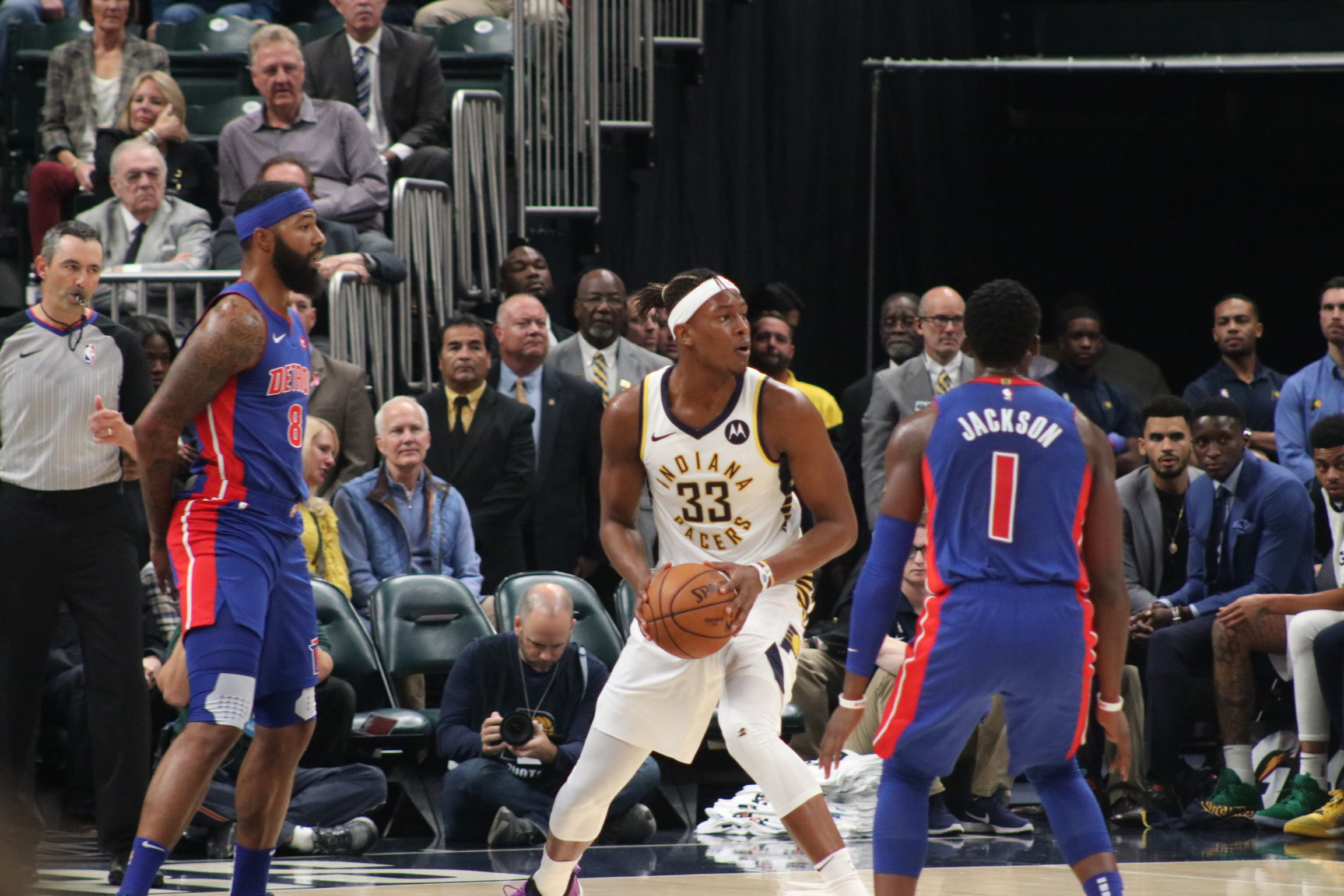
Turner (ao centro) tentando arremessar contra o Detroit Pistons outubro de 2019.

Em 25 de fevereiro de 2020, Turner registrou um recorde pessoal de oito bloqueios na vitória por 119–80 sobre o Charlotte Hornets. Em 22 de dezembro de 2020, Turner teve oito bloqueios na vitória por 121-107 sobre o New York Knicks. Em 6 de janeiro de 2021, ele registrou oito bloqueios novamente na vitória por 114-107 sobre o Houston Rockets. Ele terminou a temporada como o líder da liga em bloqueios com 3,4 bloqueios por jogo.
Em 22 de outubro de 2021, Turner registrou um recorde pessoal de 40 pontos, além de cinco cestas de três pontos, 10 rebotes e três bloqueios, na derrota por 134–135 na prorrogação para o Washington Wizards. Em 4 de novembro, ele marcou 25 pontos, registrando um recorde pessoal de sete cestas de três pontos, e pegando 13 rebotes na vitória por 111–98 contra os Knicks. Em 28 de janeiro de 2022, ele foi afastado por pelo menos duas semanas devido a uma reação de estresse em seu pé esquerdo. Em 10 de fevereiro, ele foi afastado até a pausa para o All-Star Game. Em 28 de março, foi anunciado que ele ficaria de fora pelo restante da temporada. Ele teria liderado a liga em bloqueios se tivesse jogado os 58 jogos necessários e terminou a temporada com médias de 12,9 pontos, 7,1 rebotes e 2,8 bloqueios em 42 jogos, com aproveitamento de 50,9% nos arremessos de quadra e 33,3% nas cestas de três pontos.
Em 23 de fevereiro de 2023, Turner igualou seu recorde pessoal de 40 pontos, com um recorde pessoal de oito cestas de três pontos, além de registrar 10 rebotes, na derrota por 142–138 na prorrogação para o Boston Celtics.
Em 22 de março de 2024, na vitória por 123–111 contra o Golden State Warriors, Turner registrou cinco bloqueios, tornando-se o líder de bloqueios de todos os tempos na história dos Pacers com seu 1.246º bloqueio, superando o recorde anterior estabelecido por Jermaine O'Neal.

## Estatísticas da carreira

### NBA
|  | Líder da liga |

#### Temporada regular
| Ano      | Equipe   | PJ  | PT  | MPJ  | AP   | 3P   | LL   | RT  | AS  | BR | TO  | PPJ  |
| -------- | -------- | --- | --- | ---- | ---- | ---- | ---- | --- | --- | -- | --- | ---- |
| 2015-16  | Indiana  | 60  | 30  | 22.8 | .498 | .214 | .727 | 5.5 | .7  | .4 | 1.4 | 10.3 |
| 2016-17  | Indiana  | 81  | 81  | 31.4 | .511 | .348 | .809 | 7.3 | 1.3 | .9 | 2.1 | 14.5 |
| 2017-18  | Indiana  | 65  | 62  | 28.2 | .479 | .357 | .777 | 6.4 | 1.3 | .6 | 1.8 | 12.7 |
| 2018-19  | Indiana  | 74  | 74  | 28.6 | .487 | .388 | .736 | 7.2 | 1.6 | .8 | 2.7 | 13.3 |
| 2019-20  | Indiana  | 62  | 62  | 29.6 | .457 | .344 | .750 | 6.5 | 1.1 | .8 | 2.2 | 11.8 |
| 2020-21  | Indiana  | 47  | 47  | 31.0 | .477 | .335 | .782 | 6.5 | 1.0 | .9 | 3.4 | 12.6 |
| 2021-22  | Indiana  | 42  | 42  | 29.4 | .509 | .333 | .752 | 7.1 | 1.0 | .7 | 2.8 | 12.9 |
| 2022-23  | Indiana  | 62  | 62  | 29.4 | .548 | .373 | .783 | 7.5 | 1.4 | .6 | 2.3 | 18.0 |
| 2023–24  | Indiana  | 77  | 77  | 27.0 | .524 | .358 | .773 | 6.9 | 1.3 | .5 | 1.9 | 17.1 |
| Carreira | Carreira | 570 | 537 | 28.5 | .498 | .338 | .765 | 6.7 | 1.1 | .6 | 2.2 | 13.6 |

#### Playoffs
| Ano      | Equipe   | PJ | PT | MPJ  | AP   | 3P   | LL   | RT   | AS  | BR  | TO  | PPJ  |
| -------- | -------- | -- | -- | ---- | ---- | ---- | ---- | ---- | --- | --- | --- | ---- |
| 2016     | Indiana  | 7  | 4  | 28.1 | .465 | .000 | .667 | 6.4  | .4  | .3  | 3.3 | 10.3 |
| 2017     | Indiana  | 4  | 4  | 33.3 | .432 | .000 | .625 | 6.8  | .8  | 1.8 | 1.3 | 10.8 |
| 2018     | Indiana  | 7  | 7  | 28.0 | .611 | .462 | .789 | 5.1  | .6  | .3  | .6  | 12.4 |
| 2019     | Indiana  | 4  | 4  | 31.5 | .400 | .214 | .615 | 6.3  | 1.5 | .0  | 1.8 | 9.8  |
| 2020     | Indiana  | 4  | 4  | 36.5 | .568 | .429 | .438 | 10.8 | .8  | .5  | 4.0 | 15.8 |
| 2024     | Indiana  | 17 | 17 | 32.4 | .517 | .453 | .760 | 6.6  | 2.1 | .5  | 1.5 | 17.0 |
| Carreira | Carreira | 43 | 40 | 31.6 | .498 | .259 | .649 | 7.0  | 1.0 | .5  | 2.0 | 12.6 |

### Universitário
| Ano     | Equipe | PJ | PT | MPJ  | AP   | 3P   | LL   | RT  | AS | BR | TO  | PPJ  |
| ------- | ------ | -- | -- | ---- | ---- | ---- | ---- | --- | -- | -- | --- | ---- |
| 2014–15 | Texas  | 34 | 7  | 22.2 | .455 | .274 | .839 | 6.5 | .6 | .3 | 2.6 | 10.1 |

## Prêmios e Homenagens
- NBA All-Rookie Team:
  - Segundo time: 2016
- 2x Líder em tocos por jogo da NBA: 2019 e 2021